# Diego Garcia
Diego Garcia és un atol de les Chagos.

## Particularitats
Situat al mig de l'oceà Índic, a uns 1.600 km al sud de l'Índia, és el més gran de l'arxipèlag de Txagos. Forma part del Territori Britànic de l'Oceà Índic.
Des del procés de despoblació de Diego Garcia en els anys 1960 i 1970, ha servit com a base militar estratègica dels Estats Units i actualment també allotja una de les cinc estacions terrestres del Sistema de Posicionament Global GPS.
En 3 d'octubre de 2024 el govern britànic de Keir Starmer va acordar la cessió de l'arxipèlag de les Chagos a Maurici i el manteniment de la base militar estatunidenca de Diego Garcia, tancant dècades de disputes.